# Francesco Rutelli

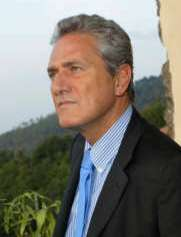
Francesco Rutelli

Francesco Rutelli (Roma, 14 de junho de 1954) é um político italiano que foi por duas vezes prefeito de Roma (eleito em 1993 e em 1997), cargo que ocupou até 2001. Ocupou o cargo de ministro dos bens e das atividades culturais da Itália no mandado de Romano Prodi e é o co-fundador e co-presidente do Partido Democrata Europeu.